# Бржевновский монастырь
Бржевновский монастырь (чеш. Břevnovský klášter) — первый мужской бенедиктинский монастырь в Праге, находится в районе Бржевнов. Основан в 993 году по распоряжению князя Чехии Болеслава II Благочестивого и епископа Адальберта (Войтеха) Пражского. В 1991 году объявлен национальным памятником культуры Чешской Республики.

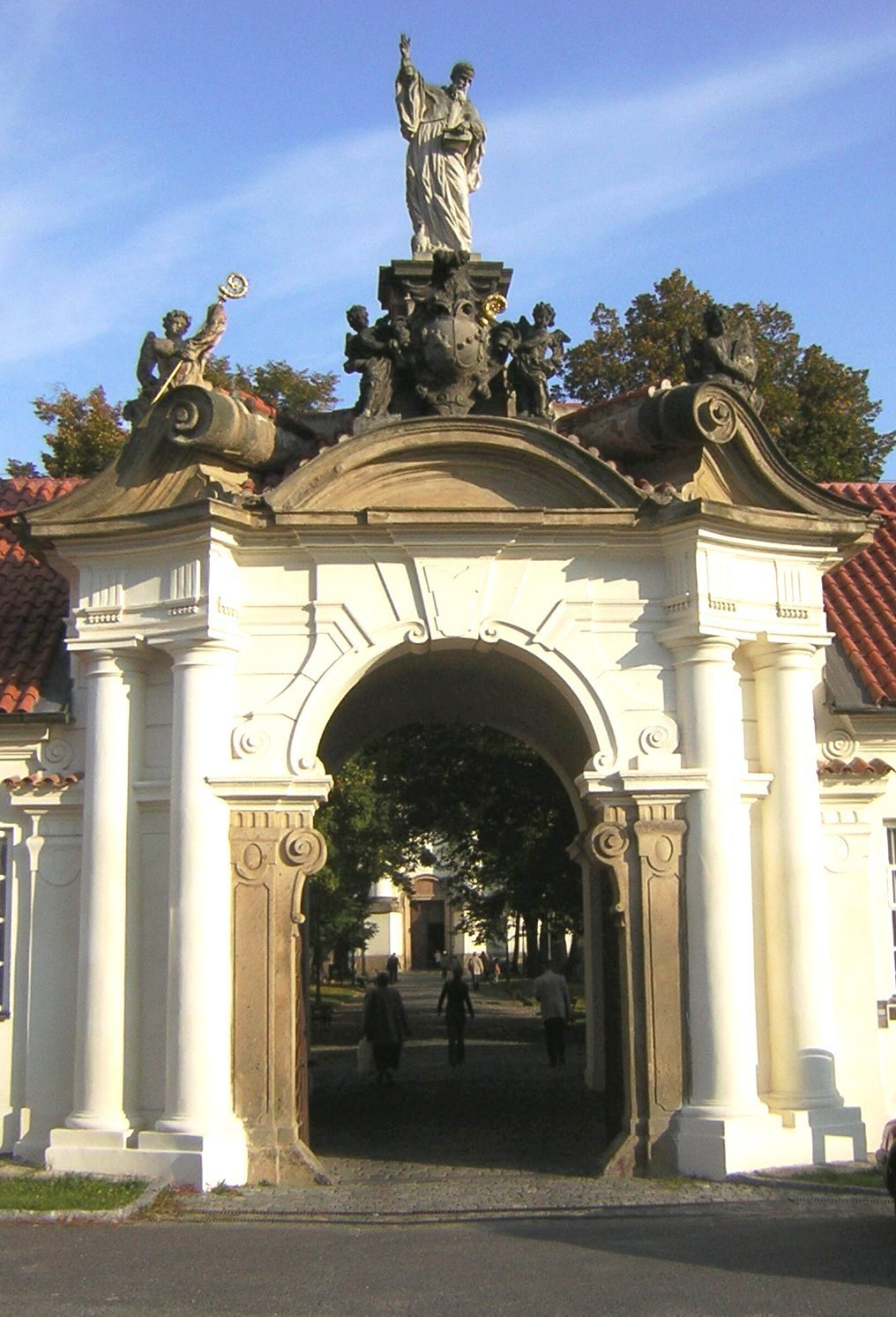
Главные ворота монастыря

## История
Существует легенда о том, как князь Болеслав II и епископ Войтех встретились на мостике-бревне через ручей Бруснице, вытекающий из родника. И каждый из них мечтал основать на этом месте монастырь. От их места встречи монастырь и получил своё название (чеш. břevno — бревно).
В XI веке деревянные строения были заменены каменной романской базиликой Святой Маргариты (Маркеты). В те времена в Богемии монастыри играли значительную роль как религиозные и культурные учреждения, располагающие скрипториями и библиотеками. При их посредничестве появлялись культы новых святых, среди послушников было немало выдающихся людей, расширялась монастырская строительная и хозяйственная деятельность.
В 1420 год во время гуситских войн монастырь сгорел. Из-за недостатка средств он долго оставался в плачевном состоянии. Только в начале XVIII века по инициативе аббата Отмара Зинке началась перестройка зданий в барочном стиле. Были приглашены известные мастера того времени. В течение 1708—1736 годов продолжалась реконструкция монастырских построек и базилики, а также частичная перестройка старых зданий в стиле позднего барокко при участии архитекторов Байера, Динценхоферов, Карло Лураго, известных живописцев и скульпторов.
В 1950 году бенедиктинцев прогнали из монастыря; вернуться они смогли только в 1990 году во главе с аббатом Анастазом Опасеком.
Комплекс Бржевновского монастыря имеет значение национального культурного наследия и является одним из «кандидатов» в списки памятников ЮНЕСКО.

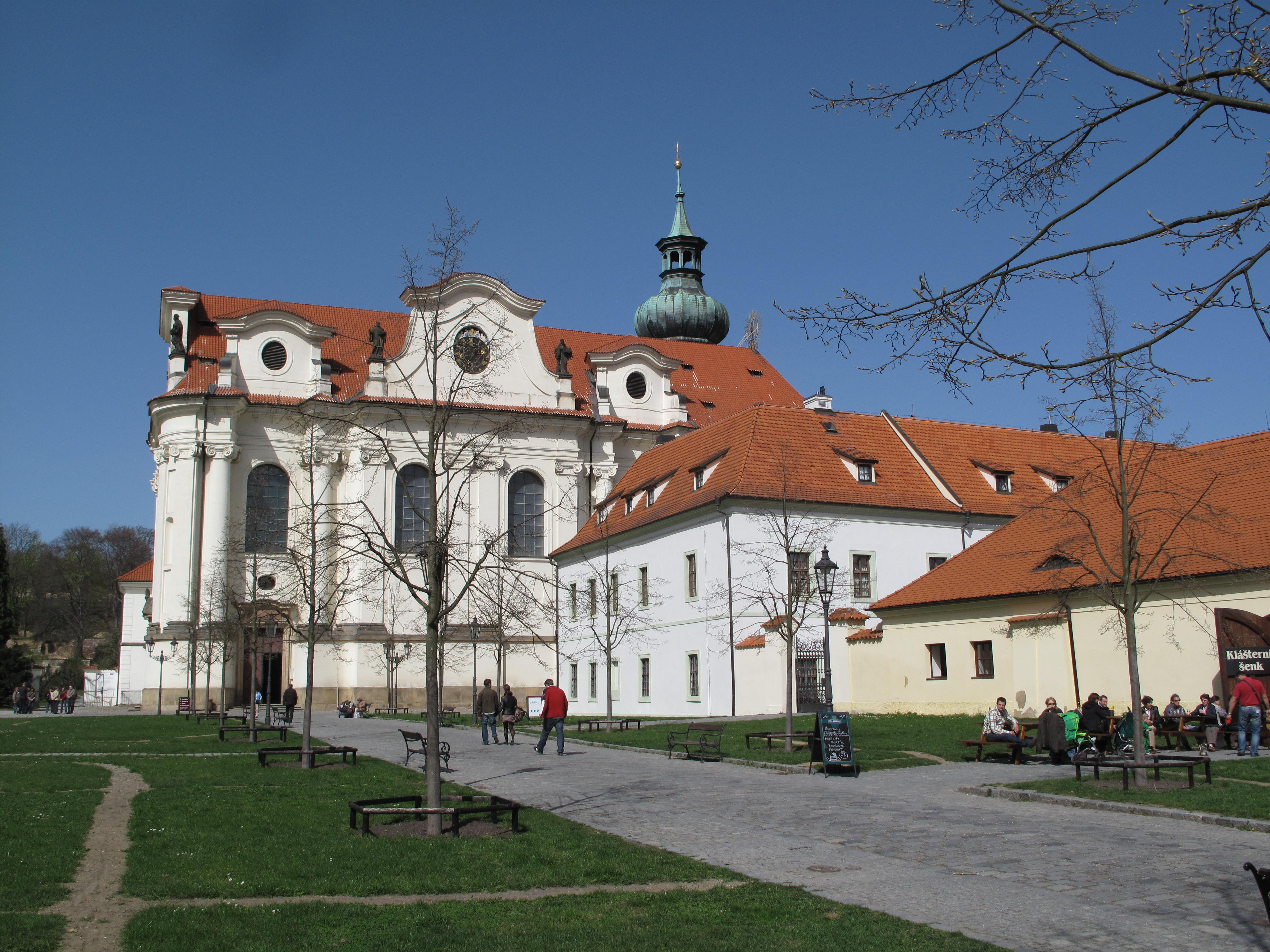
Базилика Святой Маргариты

## Сооружения монастыря
В состав комплекса зданий монастыря входит базилика Святой Маргариты, произведение Кристофа Динценхофера. При завершении постройки принимал участие его сын, Килиан Игнац Динценхофер. Базилика принадлежит к числу образцов европейского стиля барокко. План храма образуют несколько пересекающихся эллипсов, что создаёт ощущение динамики пространства.
С юга комплекса находятся двухэтажные здания раннебарочного монастыря с хозяйственными постройками, террасный сад с колодцем, прозванным «Войтешка» и капелла св. Иосифа. Севернее от костёла лежит трехэтажный комплекс с хозяйственными постройками и здание прелатуры. В основном фасады монастырских построек решены просто, за исключением фасада прелатуры, выполненном в стиле позднего барокко, характерном скорее для дворца. Обращают на себя внимание входные ворота монастыря со скульптурой св. Бенедикта конца 1730-х годов.
Большая часть помещений монастыря сохранила позднебарочные своды, только та часть, которая была построена во 2-й половине XVII века, решена в стиле раннего барокко. В помещениях прелатуры интересны Терезианский зал с росписью начала XVIII века, сакристия и летняя трапезная.
Бржевновское кладбище около монастыря было основано в 1739 году. В XIX веке оно было существенно расширено. Среди достопримечательностей можно назвать капеллу святого Лазаря, построенную в 1762 году по проекту А. Лураго, надгробие Игнаца Михала Платцера и скульптуру Святого Прокопа, созданные Карлом Йозефом Гиернлом. На кладбище похоронен певец Карел Крыл.